# Pkill

pkill은 초기에 솔라리스 7에서 사용될 목적으로 만들어진 커맨드 라인 유틸리티이다. 이것은 리눅스와 몇몇 BSD들에서 재구현되었다.
kill과 killall 명령어 처럼, pkill은 프로세스에게 시그널을 보내는데 사용된다. pkill 명령어는 확장된 정규 표현식 패턴들의 사용을 허용한다.

## 사용 예시
가장 최근에 생성된 acroread 프로세스 kill하기:
```
pkill
 
-n
 
acroread

```

acroread 프로세스에 USR1 시그널 보내기:
```
pkill
 
-USR1
 
acroread

```

## 같이 보기
- 유닉스 명령어 목록
- kill(1)
- nice(1)
- skill(1), 시그널을 보내거나 프로세스 상태를 보고하는 커맨드 라인 유틸리티이지만, pkill이 더 자주 사용된다.
- top(1)
- htop(1)